# Saeid Esmaeili
Saeid Morad Gholi Esmaeili Leivesi (in persiano سعید اسماعیلی‎; Dezful, 15 luglio 2003) è un lottatore iraniano, specializzato nella lotta greco-romana, vincitore della medaglia d'oro ai Giochi olimpici estivi di Parigi 2024 nel torneo dei 67 kg.

## Palmarès

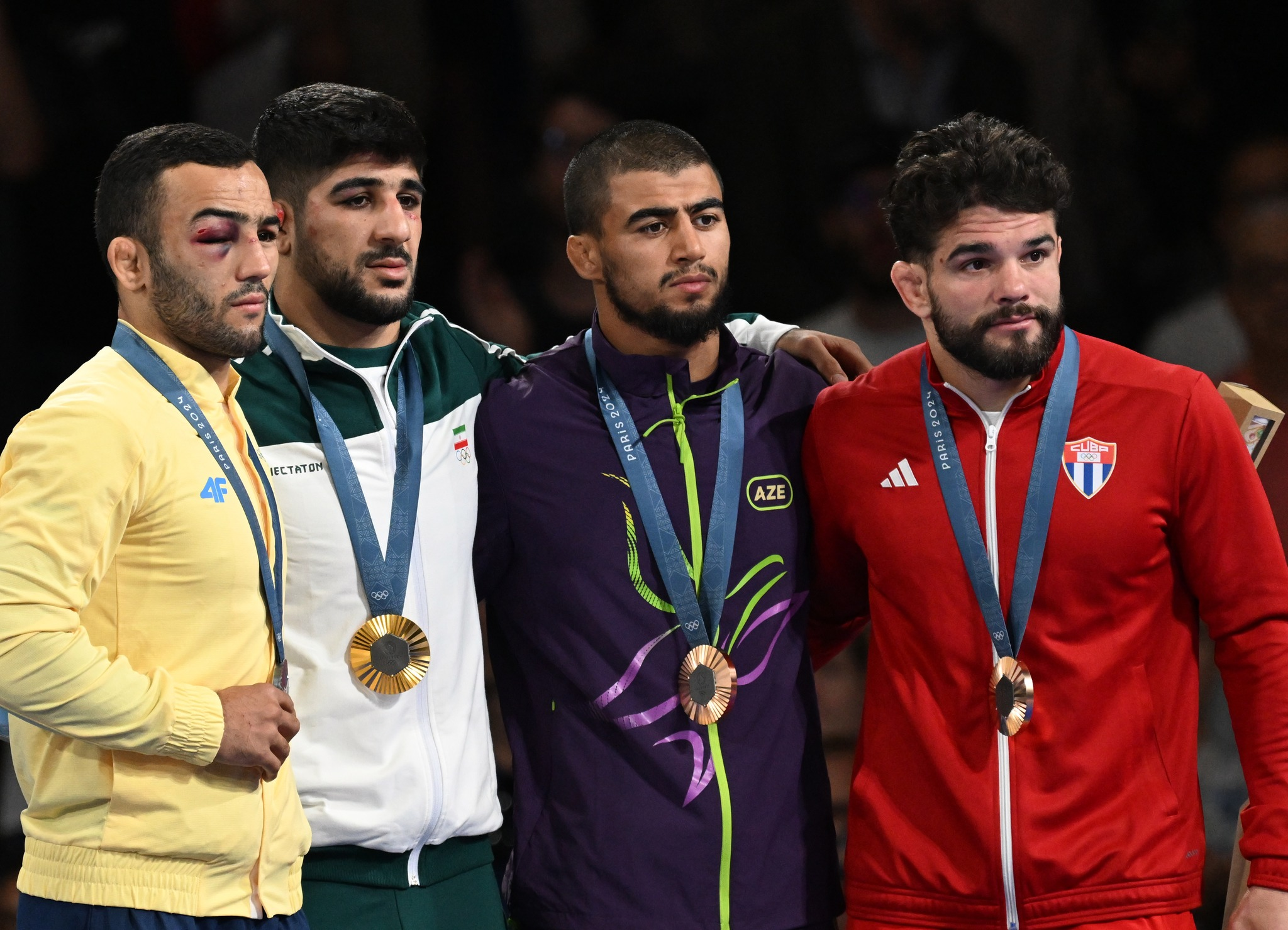
(Da sinistra) Parviz Nasibov, Hasrat Jafarov, Saeid Esmaeili e Luis Orta medagliati a

| Anno | Manifestazione              | Sede       | Evento | Risultato | Note |
| ---- | --------------------------- | ---------- | ------ | --------- | ---- |
| 2019 | Campionati asiatici cadetti | Nur-Sultan | 51 kg  | Oro       |      |
| 2019 | Mondiali cadetti            | Sofia      | 51 kg  | Oro       |      |
| 2021 | Mondiali junior             | Ufa        | 60 kg  | Argento   |      |
| 2022 | Mondiali junior             | Sofia      | 60 kg  | Oro       |      |
| 2024 | Campionati asiatici         | Biškek     | 67 kg  | Oro       |      |
| 2024 | Giochi olimpici             | Parigi     | 67 kg  | Oro       |      |